# 41 км (зупинний пункт, Донецька залізниця, Ясинуватський район)
41 км — пасажирська зупинна залізнична платформа Лиманської дирекції Донецької залізниці.
Розташована у селищі Бетманове, Горлівський район, Донецької області. Платформа розташована на лінії Ясинувата — Костянтинівка між станціями Ясинувата (10 км) та Скотувата (4 км).
Через військові дії залізничний рух на даній ділянці припинено.